# Cerkiew Zaśnięcia Najświętszej Maryi Panny w Uhrusku
Cerkiew Zaśnięcia Przenajświętszej Bogurodzicy, także spotykany zapis Zaśnięcia Matki Bożej – prawosławna cerkiew filialna w Uhrusku. Należy do parafii Narodzenia Przenajświętszej Bogurodzicy we Włodawie, w dekanacie Chełm diecezji lubelsko-chełmskiej Polskiego Autokefalicznego Kościoła Prawosławnego. Usytuowana na obrzeżach wsi, na niskim i płaskim wzniesieniu, na którym w średniowieczu znajdował się gród założony przez Daniela Halickiego.
Prawosławna cerkiew Zaśnięcia Matki Bożej w Uhrusku istniała jeszcze przed 1220 i przez pierwsze dekady funkcjonowania posiadała status soboru. Utraciła go, gdy Uhrusk przestał być siedzibą eparchii. Do lat 1267–1268 była to cerkiew monasterska. Kolejne świątynie powstawały na tym samym miejscu przed 1429 i w 1785. Od XVII w. cerkiew w Uhrusku należała do Kościoła unickiego. Obecnie istniejąca (XXI w.) świątynia została zbudowana w 1849, zaś w 1875 przeszła razem z całą diecezją chełmską do Rosyjskiego Kościoła Prawosławnego. W ramach adaptacji i przebudowy budynku wstawiono do niego ikonostas powstały z połączenia dwóch pounickich ołtarzy bocznych, a prawdopodobnie także dobudowano przedsionek z wieżą-dzwonnicą. W 1915 cerkiew została porzucona, gdy prawosławni mieszkańcy Uhruska udali się na bieżeństwo. W latach 1920–1927 była remontowana w związku ze znacznymi stratami, jakie poniosła w czasie I wojny światowej i wojny polsko-bolszewickiej. Obiekt był ponownie czynny od 1920 do 1947, gdy został zamknięty po wywózkach prawosławnych Ukraińców w ramach Akcji „Wisła”. W 1957 lub 1958 cerkiew przywrócono do użytku liturgicznego jako filię parafii we Włodawie; w związku ze zniszczeniem części jej wyposażenia w ciągu poprzedniej dekady zostało ono uzupełnione o elementy ze zniszczonej w 1938 cerkwi w Zbereżu.

## Historia

### Pierwsze cerkwie Zaśnięcia Matki Bożej w Uhrusku
Pierwsza cerkiew prawosławna w Uhrusku została wzniesiona najpóźniej w 1220. Obiekt posiadał status soboru katedralnego w okresie, gdy w Uhrusku funkcjonowała prawosławna eparchia. Ok. 1240 eparchia ta została przeniesiona do Chełma. Jeszcze w latach 1267–1268 przy cerkwi działał monaster św. Daniela.
Kolejna świątynia prawosławna w Uhrusku powstała przed 1429. Pozostawała w jurysdykcji prawosławnej eparchii chełmskiej. Do Kościoła unickiego przeszła po zawarciu unii brzeskiej, w XVII w. Od 1661 była siedzibą parafii unickiej. Trzecia z kolei cerkiew, także unicka, została wzniesiona w Uhrusku w 1785 z fundacji Barbary Noskowskiej, uzupełnionej o fundusze przekazane na ten cel jeszcze w 1661 przez kasztelanową płocką Stanisławę (według innego źródła – Barbarę) Krasińską. Obiekt służył parafii liczącej 580 wiernych. Była to budowla drewniana.

### Cerkiew murowana
Budynek obecnie funkcjonującej (XXI w.) cerkwi został wzniesiony w 1849 jako świątynia greckokatolicka, z fundacji właścicielki miejscowych dóbr Laury Kirsztejnowej. Obiekt wybudowano w sąsiedztwie starszej cerkwi, jednak jeszcze w czasie budowy nowej świątyni starszą rozebrano z uwagi na jej zły stan techniczny.
Budynek przeszedł na własność Rosyjskiego Kościoła Prawosławnego po likwidacji unickiej diecezji chełmskiej w 1875. W ramach adaptacji wnętrza do wymogów liturgii prawosławnej zestawiono ze sobą dwa boczne ołtarze świątyni, by utworzyć z nich ikonostas. Prawdopodobnie w tym samym czasie do budynku dostawiono wieżę-dzwonnicę (stało się to najpóźniej w 1893). W 1907, po generalnym remoncie obiektu i odnowieniu tejże konstrukcji, cerkiew została powtórnie poświęcona.
W 1915 prawosławni mieszkańcy Uhruska udali się na bieżeństwo. Cerkiew została porzucona i jeszcze w tym samym roku została poważnie zdewastowana. W roku następnym poniosła dodatkowe straty na skutek pożaru, w 1920, w czasie wojny polsko-bolszewickiej, została zdewastowana po raz kolejny. W 1920 świątynia została reaktywowana i stała się powtórnie siedzibą prawosławnej parafii. W latach 1920–1927 była remontowana.
W 1944 cerkiew została uszkodzona w czasie działań wojennych. Po zakończeniu II wojny światowej i wysiedleniach ludności ukraińskiej do ZSRR w Uhrusku i Kosyniu pozostały 252 osoby wyznania prawosławnego (dane z 1947). W tym samym roku, w ramach Akcji „Wisła”, z Uhruska wywieziono niemal wszystkich prawosławnych, a parafia zawiesiła działalność. Według niektórych źródeł cerkiew została ponownie otwarta w 1957, według innych nastąpiło to w roku następnym. Władze państwowe wyraziły wówczas zgodę na otwarcie dwóch nowych cerkwi na Lubelszczyźnie – w Zamościu i właśnie w Uhrusku. Żadna z wymienionych świątyń nie uzyskała jednak powtórnie statusu cerkwi parafialnej, a jedynie filii. W przypadku cerkwi uhruskiej oznaczało to podporządkowanie jej parafii we Włodawie. Władze państwowe zgodziły się na otwarcie obydwu świątyń, gdyż hierarchowie Polskiego Autokefalicznego Kościoła Prawosławnego przekonywali, że ich funkcjonowanie umożliwi prowadzenie działalności misyjnej wśród grekokatolików. Zamkniętą świątynią w okresie, gdy nie była użytkowana przez wiernych, opiekował się Kościół katolicki. Po otwarciu budowli okazało się, że jej cenne wyposażenie zostało rozkradzione lub zniszczone. W związku z tym do cerkwi przeniesiono niektóre elementy wyposażenia zburzonej w czasie akcji rewindykacyjnej r. 1938 cerkwi św. Jerzego w Zbereżu. Według innego źródła nastąpiło to dopiero w 1960; sześć lat później cały ikonostas uhruskiej cerkwi został odrestaurowany. W 1969 do parafii we Włodawie należało łącznie 300 osób, nie wiadomo jednak, ile z nich uczęszczało stale do filialnej cerkwi w Uhrusku.
Cerkiew została wpisana do rejestru zabytków 2 czerwca 1987 pod nr A/133/39. Budowla była remontowana po utworzeniu diecezji lubelsko-chełmskiej.

## Architektura

### Bryła budynku

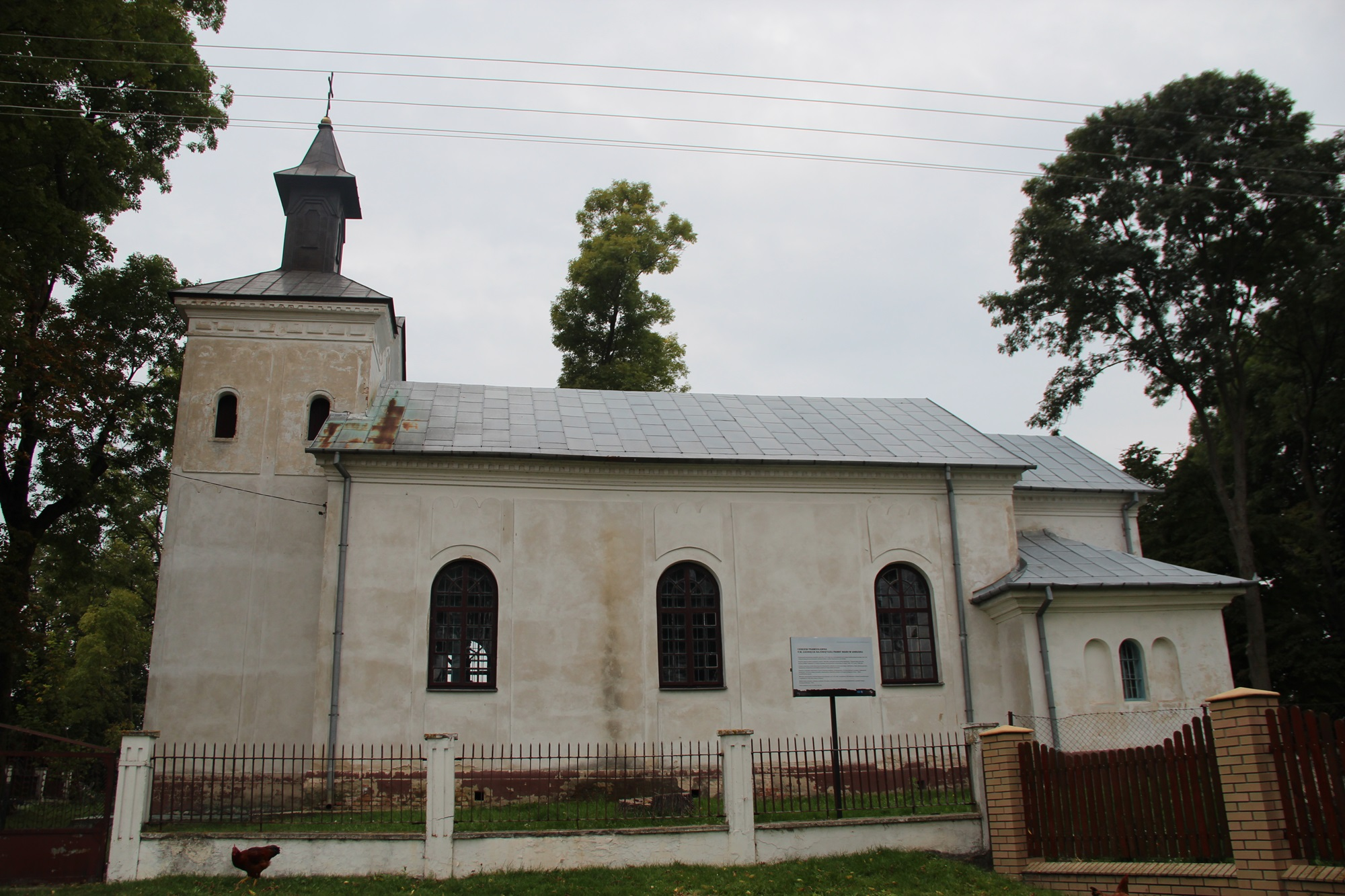
Elewacja boczna

Cerkiew w Uhrusku została wzniesiona na planie podłużnym, po dobudowie wieży stała się budowlą trójdzielną. Jedyna nawa świątyni, trójprzęsłowa, została zbudowana na planie prostokąta i pokryta dachem dwuspadowym. Trzyczęściowe prezbiterium (z dwiema zakrystiami) jest prosto zamknięte i także kryte dachem dwuspadowym, podczas gdy zakrystie kryją dachy trójspadowe. Wieża-dzwonnica cerkwi, zbudowana na planie kwadratu, wznosi się nad przedsionkiem, wieńczy ją pojedyncza sygnaturka. Dzwonnicę pokrywa dach wielopołaciowy, kryty blachą.
Budowla jest orientowana. Styl budowli określa się jako klasycystyczno-bizantyjski z elementami neoromańskimi i neogotyckimi.

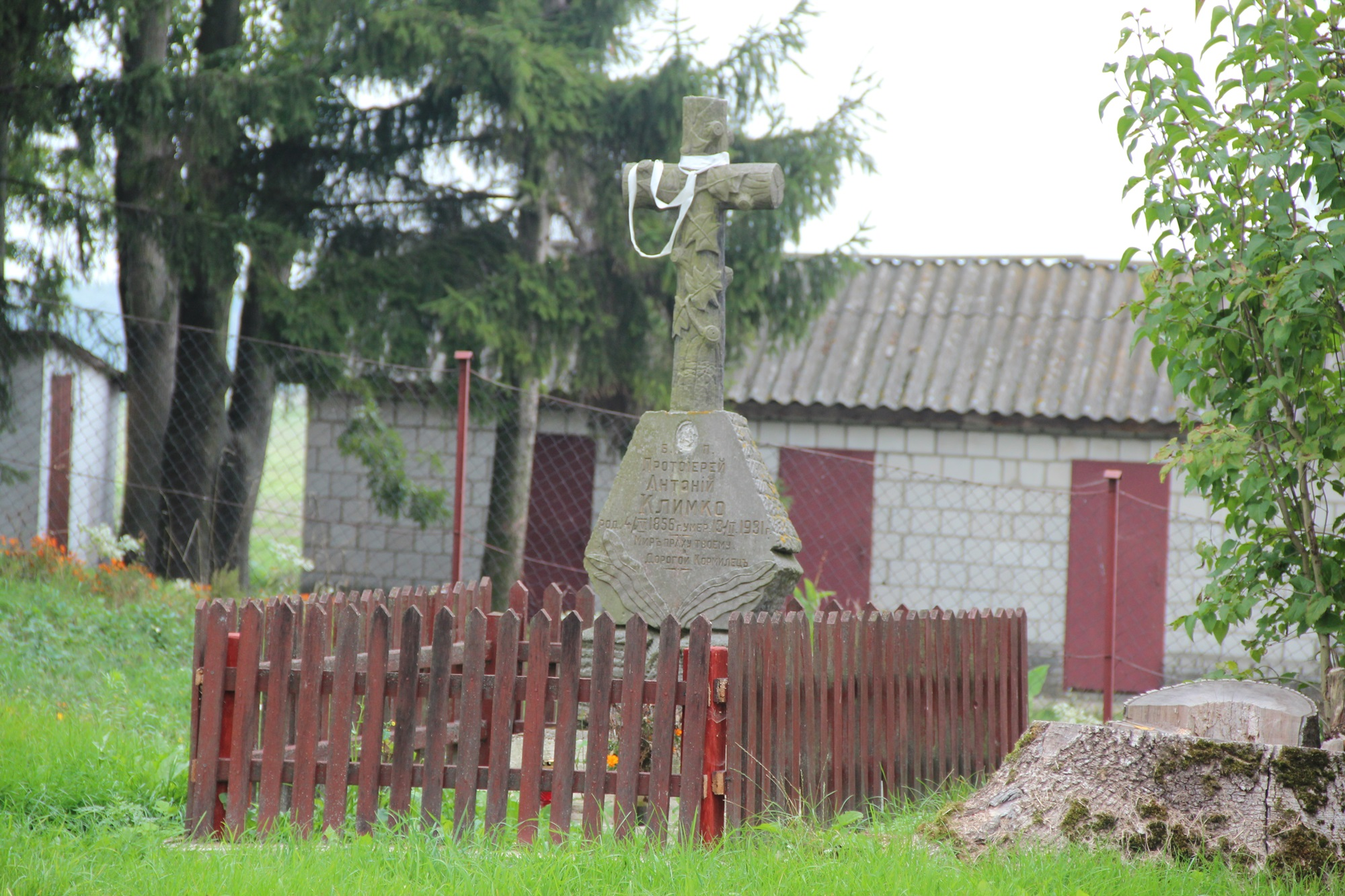
Grób duchownego prawosławnego, Andrieja Klimki, przy cerkwi

Na tle unickich świątyń wzniesionych na Lubelszczyźnie w tym samym okresie cerkiew uhruska wyróżnia się zastosowanym w niej dekoracyjnym detalem architektonicznym. Jej fasady zostały rozdzielone płycinami, w częściach nadokiennych zamykają je półkoliste łuki. Gzyms pod okapem cerkwi został dodatkowo rozbudowany o kostkowy fryz. Na dzwonnicy fryz ten przechodzi w trójkątne zwieńczenie elewacji, podobny motyw zastosowano w skromnym neoromańskim portalu zdobiącym wejście do świątyni. Portal ten tworzą dwa toskańskie pilastry i półkolista archiwolta. Okna budowli są półkoliste, z wyjątkiem prostokątnego okna w pomieszczeniu ołtarzowym. Fakt, iż cerkiew w Uhrusku nie stała się nigdy kościołem rzymskokatolickim (w odróżnieniu od wielu innych wschodniochrześcijańskich budowli sakralnych w regionie) sprawia, że można na podstawie jej wyglądu wyciągać wnioski nt. pierwotnego wyglądu unickich dziewiętnastowiecznych cerkwi na Lubelszczyźnie i sposobu, w jaki były one przebudowywane po zmianie wyznania na prawosławne.

### Wystrój wnętrza
Nawa i prezbiterium cerkwi kryte są pozornymi drewnianymi sklepieniami o przekroju kątowym. Łuk tęczowy w świątyni zamknięty jest półkoliście. Trzy przęsła nawy także zostały wydzielone murowanymi łukami półkolistymi.
Ikonostas w cerkwi uhruskiej jest jednorzędowy, ze zwieńczeniem, które najprawdopodobniej pochodzi ze starszej cerkwi w tejże miejscowości, wykonanym w XVIII w. W zwieńczeniu znajdują się ikony świętych Jana, Marka i Mateusza. Na wyposażeniu świątyni są także trzy zabytkowe unickie ikony: osiemnastowieczne wizerunki Matki Bożej i św. Mikołaja (obraz ludowy, z cechami stylu barokowego) i starsza, siedemnastowieczna ikona Matki Bożej. W cerkwi zachował się także feretron z postaciami Michała Archanioła i Matki Bożej (wzorowana na Chełmskiej Ikonie Matki Bożej). Znajduje się w niej ponadto pacyfikał wykonany z mosiądzu, przedstawiają ukrzyżowanego Jezusa na tle widoku Jerozolimy i z postacią Boga Ojca w zwieńczeniu. Na rewersie pacyfikału znajdowała się data wykonania oraz napis nieznanej treści, obydwa nieczytelne.